# Інформаційна безпека (навчальна програма)
Інформаційна безпека — це дисципліна, що вивчає захист цілісності, доступності та конфіденційності інформації. 
«Інформаційна безпека» використовує безліч математичних та алгоритмічних моделей захисту інформації, оперує правовими та законодавчими документами, а також розробляє технології захисту інформації в сучасних обчислювальних системах.
Захист інформації включає декілька дисциплін, таких як математика, криптографія, програмування, психологія та багатьох інших.

## Історія
У 1967 році була створена Ініціативна Група дослідників, яка займалася питаннями комп'ютерної безпеки, в неї увійшли представники університетів, компаній по виробництву комп'ютерів, науково-дослідних центрів та інших організацій. Результатом об'єднання наукових фахівців стала «райдужна серія» — ряд стандартів і вимог до обладнання, програмного забезпечення та персоналу так званих систем автоматичної обробки даних комп'ютерних мереж, що належали таким державним структурам США як: NASA, Міністерство оборони, Міністерство праці США, Управління з охорони навколишнього середовища, Міністерство з контролю за озброєнням, Національне наукове товариство, Федеральна резервна система.
В 1981 році був створений центр при Міністерстві Оборони, який  розробив і впровадив «райдужну серію» в 1985 році. Найбільш значущим для історії став стандарт «Критерії визначення безпеки комп'ютерних систем», названий помаранчевою книгою через колір обкладинки.

## Рівень підготовки фахівців
Існує кілька організацій, що займаються тестуванням та сертифікацією фахівців із інформаційної безпеки. У їх числі Міжнародний консорціум з сертифікації в галузі інформаційної безпеки.
Короткий перелік тем для підготовки:
- системи контролю доступу, методологія;
- телекомунікації та мережева безпека;
- практичне управління безпекою;
- безпека розробки додатків і систем;
- криптографія;
- архітектура і моделі безпеки;
- безпека операцій;
- планування продовження виробничої діяльності й відновлення після аварій;
- законність у проведенні розслідувань та етика;
- фізична безпека.

## Вища освіта в галузі захисту інформації
Провідними ВНЗ з підготовки фахівців напряму 1701 «Інформаційна безпека» в Україні є:
- Національний авіаційний університет;
- Національний технічний університет України (НТУУ «КІЛ»);
- Національна академія Служби безпеки України;
- Київський національний університет імені Тараса Шевченка;
- Державний університет інформаційно-комунікаційних технологій (м. Київ);
- Харківський національний університет радіоелектроніки;
- Національний гірничий університет (м. Дніпропетровськ);
- Європейський університет;
- Запорізький національний технічний університет;
- Національний університет внутрішніх справ (м. Харків);
- Військовий інститут телекомунікацій та інформатизації;
- Державний університет телекомунікацій та ін[3].